# Oncidium maculatum
Oncidium maculatum är en orkidéart som först beskrevs av John Lindley, och fick sitt nu gällande namn av John Lindley. Oncidium maculatum ingår i släktet Oncidium och familjen orkidéer. Inga underarter finns listade i Catalogue of Life.

## Bildgalleri

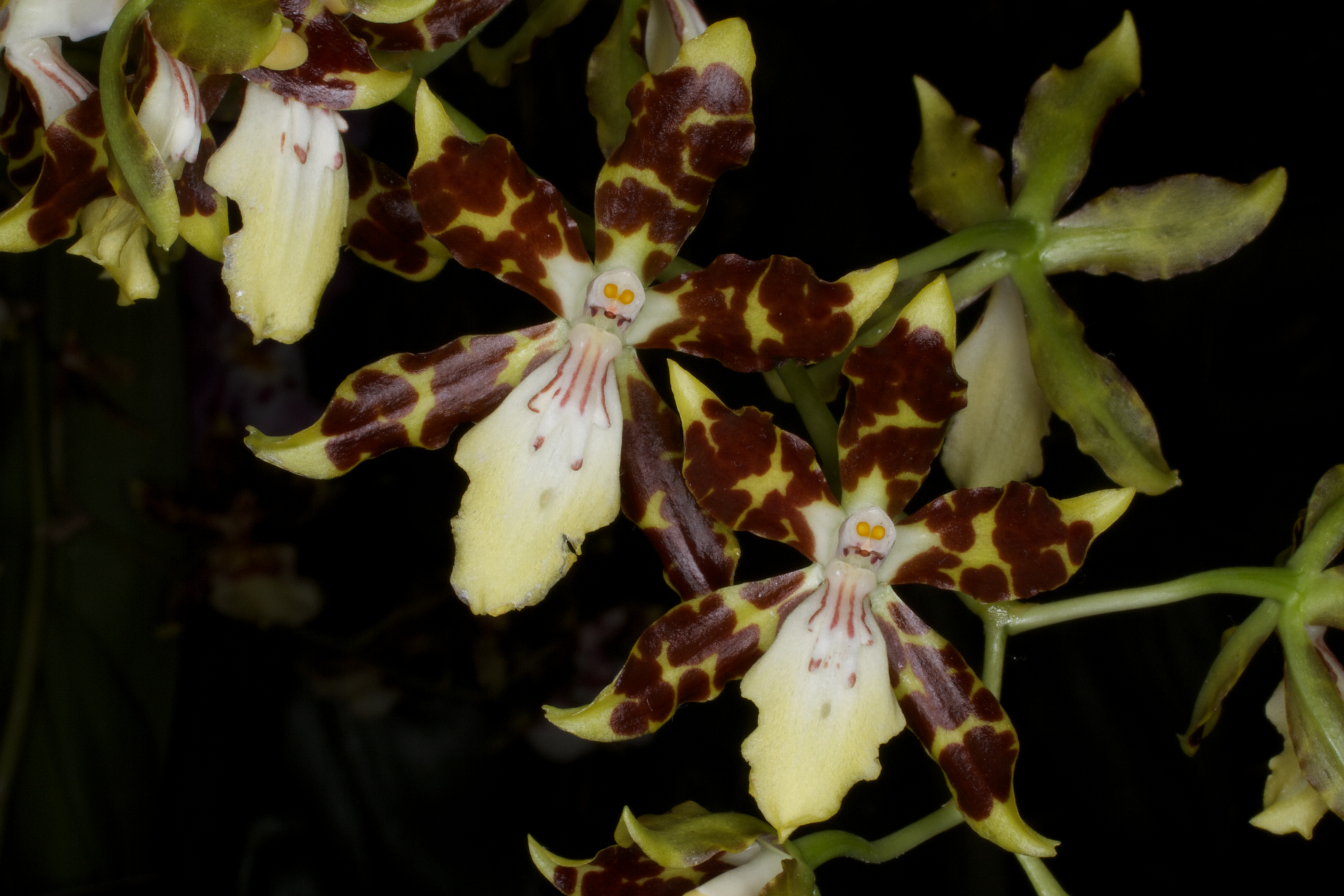
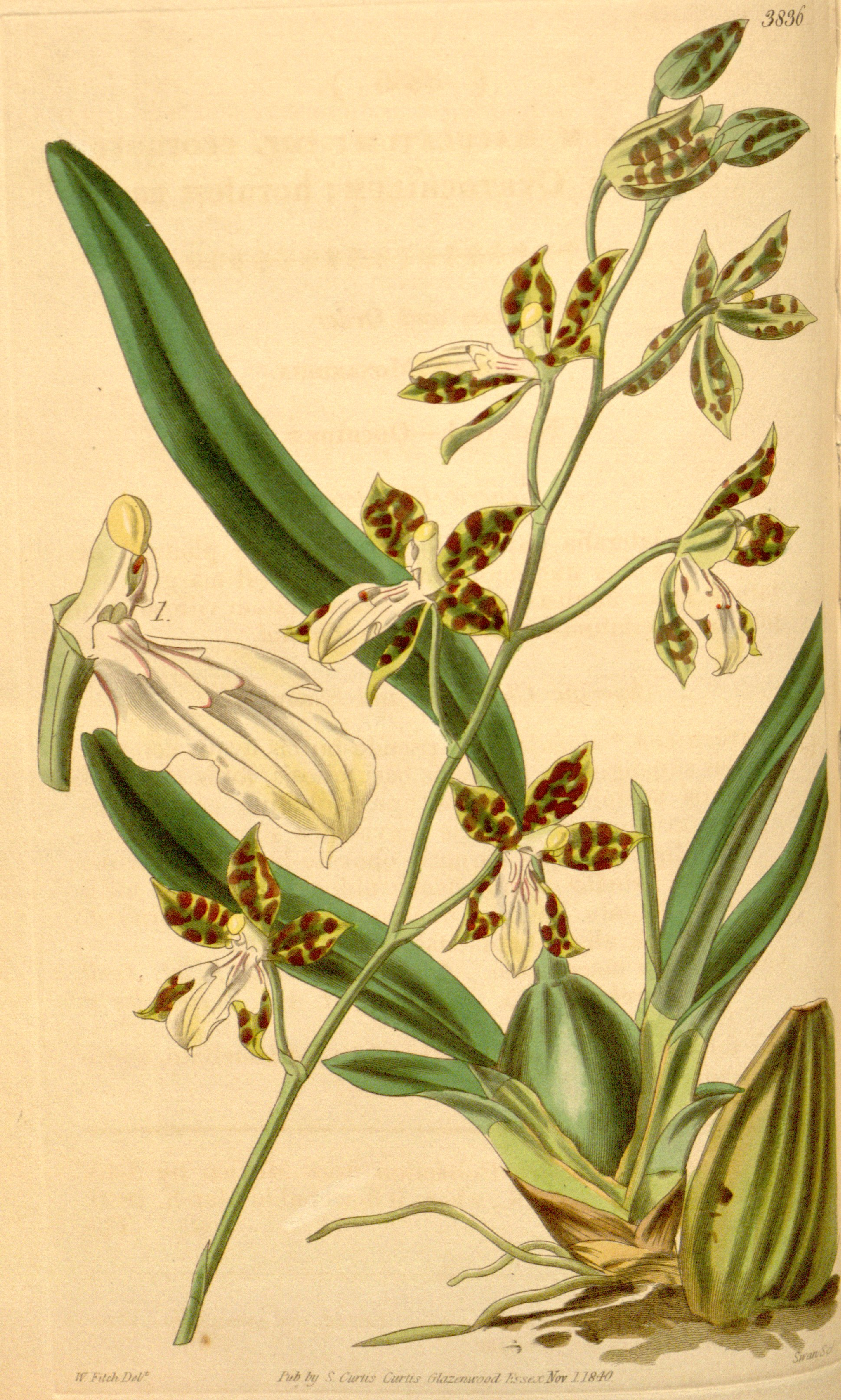
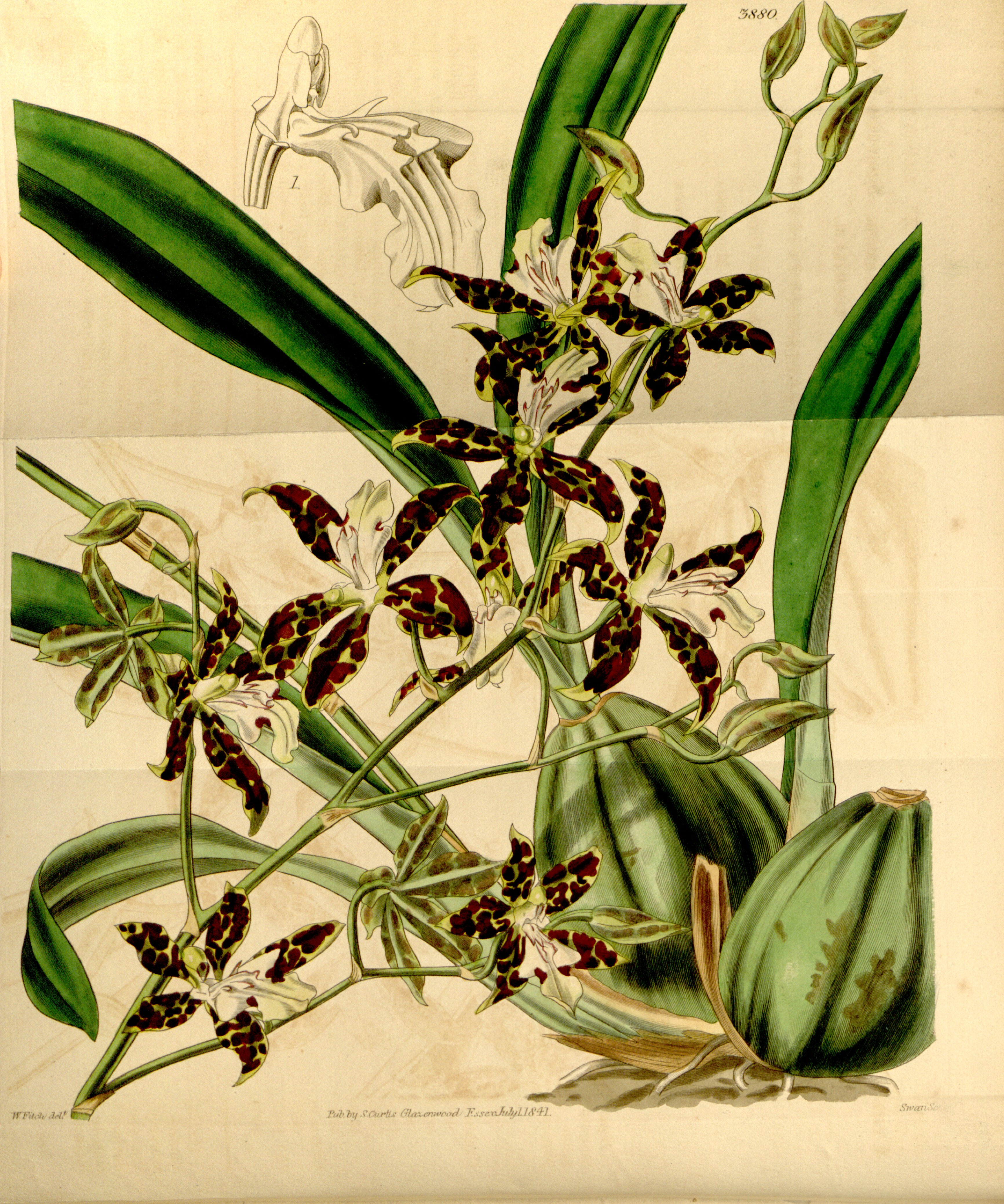